# Goswin von Ketteler
Goswin von Ketteler (* 1570; † 30. September 1646) war Domherr in Münster.

## Leben

### Herkunft und Familie
Goswin von Ketteler entstammte dem westfälischen Adelsgeschlecht von Ketteler, aus dem zahlreiche namhafte Persönlichkeiten hervorgegangen sind. Er wurde als Sohn des Conrad Ketteler zu Middelburg und dessen Gemahlin Berta von Raesfeld zu Romberg (Tochter des Dompropstes Goswin von Raesfeld) geboren. Sie hatten 1554 die Ehe geschlossen. Sein Bruder Rotger war Domherr in Hildesheim, sein Bruder Caspar Domherr in Münster.

### Wirken
Goswin absolvierte ein Studium in Italien und wurde am 6. Januar 1601 emanzipiert. Er verzichtete am 30. Juli 1615 und heiratete am 1. November 1615 Christina von Korff (1600–1646, Tochter des Johann von Korff (* 1574) und Christina von Nagel (* 1574)). Sie war Erbtochter. Da die Familie Korff-Schmising im Mannesstamme ausgestorben war, kam ihr Erbanteil durch die Heirat an die Familie von Ketteler.
Aus der Ehe sind die Kinder Christine († 1690, ⚭ 1651 Nikolaus Henrich von Lüninck), Goswin Kaspar Heinrich (1625–1678, ⚭ Anna von Schade) und Johann (1630–1693, ⚭ Theodora Catharina von Schade) hervorgegangen. Seine Enkelkinder Goswin Kaspar (1658–1719, Vertreter im Landtag), Johann Heidenreich (1669–1722, Komtur des Deutschen Ordens) und Christoph Joest (1661–1735, Domherr in Münster) waren in bedeutenden Positionen tätig.